# Ignacio Triujeque
José Ignacio Díaz Triujeque (1784-1850) fue un músico nacido el ocho de  abril en la ciudad de Puebla y activo en la Ciudad de México. Su apellido también se puede encontrar como Trujeque, Triugeque o Truxeque. Este músico se desempeñaría como flautista, clarinetista, compositor, arreglista, coleccionista, copista y profesor de música, así como director de orquesta en diversas ceremonias de las iglesias católicas de la Ciudad de México durante el siglo XIX.  En el archivo musical de la Catedral Metropolitana de la Ciudad de México se encuentran diversos manuscritos musicales que señalan su pertenencia a este músico.  El 27 de octubre de 1807 J. W. Barquera señaló en el Diario de México a "los Truxeques" como una de las familias de músicos más reconocidas de la capital mexicana.

## Datos Biográficos
José Ignacio Triujeque ingresó a la capilla de música de la Catedral Metropolitana de la Ciudad de México el 18 de enero de 1805, donde ocupó la plaza de clarinete y flauta segunda en sustitución de José Antonio Gambino. Su hermano José Matías Buenaventura Díaz Triujeque también fue integrante de la capilla, donde tocó flauta, oboe, clarinete y clarión.  El 13 de octubre de 1810, a menos de un mes de haberse iniciado la guerra de Independencia de México, se informó al Cabildo Metropolitano que "el músico Truxeque" había sido arrestado “por hablador” y dos años más tarde, el 12 de junio de 1812, su plaza quedó vacante por “haverse [sic] ido con los Insurgentes”.
José Ignacio Triujeque continuó su actividad musical fuera de la Catedral Metropolitana de la Ciudad de México. El 10 de abril de 1816 participó con la Orquesta del Coliseo de México,   el 23 de abril de 1819 formó parte de la orquesta para las Honras de la Reina María Isabel Francisca de Braganza y Borbón, y entre el 2 de agosto de 1822 y el 19 de marzo de 1823 fue integrante de la Orquesta de la Capilla Imperial de Agustín de Iturbide.
Se ha señalado que José Ignacio Triujeque fue maestro de capilla de la Catedral Metropolitana de la Ciudad de México entre 1840 y 1845; sin embargo, aunque realizó funciones similares como director de orquesta, compositor, copista, arreglista y profesor de flauta y clarinete en el Colegio de infantes, lo cierto es que nunca obtuvo el título de maestro.
En la Nochebuena de 1840 José Ignacio Triujeque participó en una función solemne en El Sagrario de la Catedral Metropolitana de la Ciudad de México. En esta función participó Juan Nepomuceno Retes como director musical, además de diversos músicos tanto profesionales como aficionados, donde se interpretaron obras de Gaetano Donizetti, Gioachino Rossini y Manuel Espinosa de los Monteros. Entre los aficionados participó Frances Erskine Inglis, conocida como Madame Calderón de la Barca, quien tocó el arpa, y quien narró este acontecimiento en la obra epistolar titulada La vida en México.
En 1842 José Ignacio Díaz Triujeque conoció a Cenobio Paniagua (1821-1882) a quien escuchó tocar la flauta, el clarinete y algunas de sus composiciones; tras este hecho, Triujeque le ofreció a C. Paniagua un puesto dentro de su orquesta y lo nombró director adjunto.
En 1841 José Ignacio Díaz Triujeque solicitó ante el Ayuntamiento de la Ciudad de México la aprobación de la Sociedad Filarmónica Ceciliana; sin embargo la solicitud fue rechaza. En 1845 Triujeque y otros músicos como José María Bustamante, Miguel Beristáin, Ignacio Ocádiz, Manuel Pérez, Agustín Caballero y José María Chávez crearon la Sociedad Filarmónica, quienes publicaron las "Bases reglamentarias de la Sociedad Filarmónica" en el periódico El siglo diez y nueve.

## La colección de obras reunidas por José Ignacio Díaz Triujeque
En el archivo musical de la Catedral Metropolitana de la Ciudad de México se encuentran 117 partituras que pertenecieron a José Ignacio Díaz Triujeque, colección reunida por este músico para desempeñar su función como director de la orquesta de la Catedral entre 1838 y 1850. Esta colección reúne obras de compositores mexicanos como José Manuel Aldana (1758-1810), José María Bustamante (fl. 1818-1850) y José Sotero Covarrubias (fl. 1812-1850), José Antonio Gómez y Olguín (1805-1876) , Felipe Larios (1817-1875), Cenobio Paniagua, Joaquín Luna y Montes de Oca(1808-1877), Antonio Juanas, Gerónimo Gutiérrez (fl. 1832-1861) y Joaquín Martínez de la Roca (1781-1848), así como de compositores europeos como J. A. Angeber, Luigi S. Buonfiglio, F. Buhler, August F. Hüsser, Lohle, Joseph Lutz, Wolfgang Amadeus Mozart, Donat Müller, Joseph Ohnewald, Mathias Pernsteiner, Carl G. Reissiger, Ambros Rieder y Franz Schubert. Entre las características de las obras, destacan sus tendencias hacia el clasicismo musical y el carácter sinfónico del repertorio a mediados del siglo XIX en México. Entre las obras que reúne esta colección, el compositor más representativo es José Antonio Gómez y Olguín con un total de diecinueve obras, la sinfonía La huerfanita de José María Chávez, así como el salmo Ecce quam bonum et quam jucundum, única obra atribuida a la autoría de José Ignacio Triujeque, la cual data del 4 de abril de 1842. Como un ejemplo, en el libro Música y músicos de la época virreinal de Jesus Estrada, se observa la portada de una sinfonía de Wolfgang Amadeus Mozart que dice: "De José Ygnacio Triujeque. año de 1.842".